# Neumy

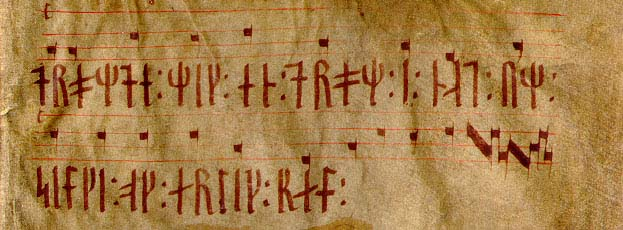
Neumy na czterolinii: Drømte mig en drøm i nat, ok. 1300

Neumy – forma notacji muzycznej w średniowieczu. Przyjmuje się, że termin „neuma” pochodzi od starogreckich wyrazów πνεῦμα [pneuma], czyli „oddech”, lub νεῦμα [neuma] – ’znak’. Neumy stanowiły ogólny zarys linii melodycznej, informowały, czy melodia wędruje w górę, czy w dół, nie wskazując początkowo wielkości poszczególnych interwałów. Dopiero wprowadzenie linii (notacja diastematyczna) przez Gwidona z Arezzo (zm. 1050) pozwoliło na szczegółowy zapis melodii chorałowych. Notacja ta obejmuje znaki w formie kropek (punctum) i kresek (virga), które przedstawiają przybliżony przebieg melodii; nie zawsze określają one dokładny czas trwania i wysokość dźwięku. Neumy zapisywano początkowo bezliniowo, później na czterolinii.
Tempo jednej neumy określa się w przybliżeniu jako spokojną ósemkę. W różnych krajach oraz na przestrzeni wieków neumy przyjmowały różną postać zarówno pod względem trwania i wysokości, jak i pod względem samego zapisu. W związku z tym nazywane są neumami bizantyńskimi, włoskimi, francuskimi, gotyckimi itd. W stylu rzymskim neuma była rombem. 
Ten system notacji charakterystyczny jest dla chorału gregoriańskiego.

## Klucze
Nazwy nut na liniach poznaje się za pomocą klucza tj. znaku, który swoje pochodzenie wyprowadza z dawnych liter nutowych. Śpiew gregoriański obecnie posługuje się dwoma kluczami:
|  | Klucz C | ut (czyli do) |
|  | Klucz F | fa            |
Wszystkie nuty, które leżą na tej samej linii co klucz, noszą jego nazwę.

## Nuty zwykłe
|  | Punctum (quadratum) (Kropka (kwadratowa))   | Podstawowa nuta.                                              |
|  | Punctum inclinatum (kropka pochylona)       | Nuta w kształcie rombu. Występuje jako element Climacus.      |
|  | Virga (latorośl, gałązka, różdżka)          | Punctum z umieszczoną z prawej strony kreską.                 |
|  | Apostropha lub Stropha                      | Ma kształt powiększonego przecinka. Nigdy nie występuje sama. |
|  | Oriscus (Pagórek)                           | Jest to pewien rodzaj Apostrophy.                             |
|  | Quilisma (gr. kilidno – toczyć, przewracać) | Nuta poszarpana. Zawsze występuje w złożeniu kilku nut.       |

## Neumy złożone z dwóch nut
|  | Pes lub Podatus (Stopa)                       | Neuma założona z dwóch nut, z których pierwsza jest niżej, a druga wyżej.                    |
|  | Clivis (skłon)                                | Neuma założona z dwóch nut, z których pierwsza jest wyżej, a druga niżej.                    |
|  | Bivirga (Podwójna latorośl, gałązka, różdżka) | Dwie virgi znajdujące się obok siebie na tym samym stopniu i przypadające na tę samą sylabę. |

## Neumy złożone z trzech nut
|  | Torculus                                      | Neuma złożona z trzech nut, z których środkowa położona jest wyżej.                                                    |
|  | Porrectus (rozciągnięta) lub Clivis resupinus | Neuma złożona z trzech nut z których środkowa jest najniższa.                                                          |
|  | Climacus (drabina, schody)                    | Neuma złożona z trzech (albo więcej) nut kolejno zstępujących. Pierwsza z nich to Virga.                               |
|  | Scandicus (wstępująca)                        | Neuma złożona z trzech (albo więcej) nut, które mają melodycznie charakter wznoszący się.                              |
|  | Salicus (wskakująca) lub Scandicus–oriscus    | Neuma składa się z trzech (albo więcej) nut o charakterze wznoszącym się, z których przedostatnią jest zawsze Oriscus. |

## Neumy złożone z czterech nut
|  | Porrectus ﬂexus    | Neuma Porrectus, do której została dołączona nuta położona melodycznie niżej w stosunku do ostatniego dźwięku neumy podstawowej -- flexus.                          |
|  | Scandicus ﬂexus    | Neuma Scandicus, do której został dodany flexus. |
|  | Salicus ﬂexus      | Salicus, do której został dodany flexus. |
|  | Torculus resupinus | Układ Torculus, do którego dołączona nuta położona melodycznie wyżej w stosunku do ostatniego dźwięku neumy podstawowej. Może wyglądać jak zmodyfikowany Porrectus. |
|  | Climacus resupinus | Neuma Climacus, do której została dołączona nuta Punctum położona melodycznie wyżej w stosunku do ostatniego dźwięku neumy podstawowej.                             |
|  | Pes subbipunctis   | Pes, do której zostały dodane dwie nuty położone melodycznie niżej. Elementy subpunctis zostały wyrażone poprzez punctum inclinatum.                                |
|  | Strophicus         | Apostrofa, Diostrofa lub Tristrofa. |

## Pressus
|  | Pressus | Dwie nuty na tej samej wysokości. |

## Neumy zanikające
|  | Epiphonus lub Podatus liquescens | Podatus, gdzie druga nuta jest zanikająca.         |
|  | Cephalicus lub Clivis liquescens | Neuma Clivis, w której druga nuta jest zanikająca. |
|  | Torculus liquescens              | Torculus z zanikającą ostatnią nutą.               |
|  | Ancus lub Climacus liquescens    | Climacus, gdzie ostatnia nuta jest zanikająca.     |

## Inne znaki
| Custos (stróż, zwiastun, wskaźnik) |  | Custos umieszczony na końcu czterolinii, zapowiada pierwszą nutę na następnej czterolinii.                           |
| Episema (kreska) i Mora (kropka)   |  | Episema wydłuża nieco nutę nad (pod) którą się znajduje. Mora dwukrotnie wydłuża nutę, przy której jest umieszczony. |

### Słupki
Znaki rytmiczne, czyli tzw. słupki:
| podwójny (divisio finalis)    |  | oznacza koniec melodii.                         |
| wielki (divisio major)        |  | oznacza koniec zdania.                          |
| półsłupek (divisio minor)     |  | oznacza przerwę o wartości nuty poprzedzającej. |
| ćwierćsłupek (divisio minima) |  | oznacza przerwę krótką (oddechową).             |
| przecinek                     |  | oznacza miejsce oddechu.                        |